# Lillträsket (Lycksele socken, Lappland, 715094-160919)
Lillträsket är en sjö i Lycksele kommun i Lappland och ingår i Öreälvens huvudavrinningsområde. Sjön har en area på 0,145 kvadratkilometer och ligger 453,1 meter över havet.

## Delavrinningsområde
Lillträsket ingår i det delavrinningsområde (715084-160802) som SMHI kallar för Inloppet i Granträsket. Medelhöjden är 497 meter över havet och ytan är 67 kvadratkilometer. Räknas de 3 avrinningsområdena uppströms in blir den ackumulerade arean 122,77 kvadratkilometer. Granån som avvattnar avrinningsområdet har biflödesordning 3, vilket innebär att vattnet flödar genom totalt 3 vattendrag innan det når havet efter 200 kilometer. Avrinningsområdet består mestadels av skog (62 procent) och sankmarker (33 procent). Avrinningsområdet har 0,63 kvadratkilometer vattenytor vilket ger det en sjöprocent på 0,9 procent.